# Джебири

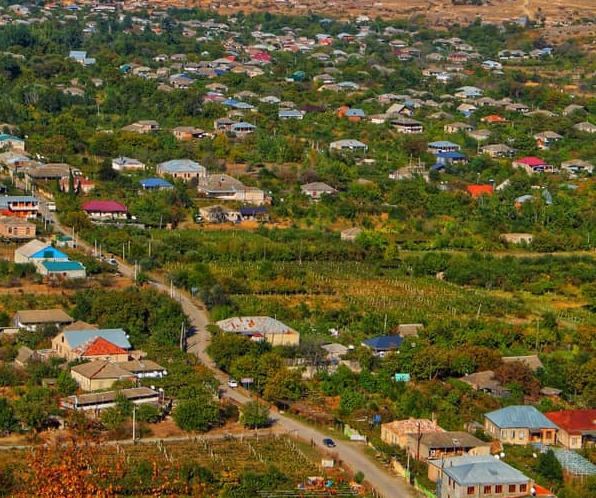
Джебери (село в Грузии)

Джебири (груз. ჯებირი) — село в Грузии, в Горийском муниципалитете края Шида-Картли, в общине Атени.

## Расположение
Расположено на берегу реки Тана, на высоте 630 метров над уровнем моря. Отдалено на 4 километра от города Гори.

## Население
По результатам официальной переписи населения 2014 года в Джебири проживало 623 человек (306 мужчин и 317 женщин).
| Год  | Численность, человек |
| ---- | -------------------- |
| 2002 | 795                  |
| 2014 | ▼ 623                |